# Departamento San Lorenzo (Santa Fe)
Das Departamento San Lorenzo liegt im Südosten der Provinz Santa Fe im Zentrum Argentiniens und ist eine von 19 Verwaltungseinheiten der Provinz. Es gehört zum Ballungsgebiet von Rosario.
Es grenzt im Norden an die Departamentos Iriondo und San Jerónimo, im Osten an die Provinz Entre Ríos und das Departamento Rosario, im Süden an das Departamento Constitución und im Westen an das Departamento Caseros. 
Die Hauptstadt des Departamento San Lorenzo ist das gleichnamige San Lorenzo. Die Entfernung bis Rosario im Süden beträgt 24 km und bis zur Provinzhauptstadt Santa Fe im Norden 150 km.

## Städte und Gemeinden
Das Departamento San Lorenzo ist in folgende Gemeinden aufgeteilt:
- Aldao
- Capitán Bermúdez
- Carcarañá
- Coronel Arnold
- Fray Luis Beltrán
- Fuentes
- Luis Palacios
- Puerto General San Martín
- Pujato
- Ricardone
- Roldán
- San Jerónimo Sud
- San Lorenzo
- Timbúes
- Villa Mugueta

## Geschichte
San Lorenzo ist für die Argentinier historisches Territorium, weil hier die Schlacht von San Lorenzo stattfand, in der Grenadierregiment zu Pferde unter dem Kommando des damaligen Coronels José de San Martín seine Feuertaufe erhielt. Gleichzeitig war diese Schlacht der Beginn des Unabhängigkeitskrieges von Spanien und die einzige Schlacht, die San Martín auf argentinischem Boden befehligte.
Koordinaten: 32° 48′ S, 60° 48′ W